# Arno Zerbe
Arno Zerbe (* 24. November 1941 in Selchow; † 19. Januar 2012 in Leipzig) war ein deutscher Fußballspieler. In der höchsten Spielklasse des DDR-Fußballs, der Oberliga, spielte er für den 1. FC Lokomotive Leipzig und dessen Vorläufern. Zerbe absolvierte ein Spiel mit der A-Nationalmannschaft der DDR.

## Sportliche Laufbahn

### Gemeinschafts- und Clubstationen
Bis 1957 spielte Zerbe als Schüler vor den Toren Leipzigs bei der BSG Traktor in Cröbern und später bei der BSG (Lok) Leipziger Verkehrsbetriebe. Dort fiel er als fußballerisches Talent auf und wurde, wie im DDR-Sport üblich, 1958 zu einem der beiden Leipziger Fußballzentren, dem SC Rotation, einem der Vorgänger des heutigen 1. FC Lok, delegiert. Auch in der dortigen Juniorenmannschaft machte er auf sich aufmerksam, sodass ihm schnell der Übergang in den Männerfußball gelang. Als 19-Jähriger kam er im Spieljahr 1960 in der Oberligamannschaft des SC Rotation Leipzig zum Einsatz und spielte dort als Flügelstürmer. Sein erstes Oberligapunktspiel war am 19. Mai dieses Jahres die Begegnung des 7. Spieltages SC Rotation – SC Fortschritt Weißenfels 4:2, in der Zerbe als rechter Stürmer spielte.
Seine ersten Partien im europäischen Klubfußball absolvierte er als Spieler der Leipziger Stadtauswahl im damaligen Messe-Cup. Insgesamt standen an seinem Karriereende 28 Spiele mit vier Treffern im Europapokal für ihn zu Buche.
Als 1963 der Leipziger Fußball neu geordnet wurde und mit dem SC Leipzig der künftig alleinige Fußballschwerpunkt gegründet wurde, gehörte Zerbe zu den Leipziger Spielern, die in dem am Reißbrett geplanten Eliteclub spielen durften. Bekanntlich entwickelte sich das Fußballgeschehen entgegen den Funktionärsplänen und zunächst für den Lokalrivalen BSG Chemie Leipzig, der 1964 Meister und 1966 Pokalsieger wurde. Im letztgenannten Jahr konnte sich Zerbes Mannschaft, inzwischen in den 1. FC Lokomotive Leipzig umstrukturiert, erstmals vor den Chemikern in der Meisterschaft platzieren. Doch 1969 erreichte Lok Leipzig den vorläufigen Tiefpunkt seiner Geschichte mit dem Abstieg in die zweitklassige DDR-Liga, dem allerdings der sofortige Wiederaufstieg folgte, an dem er in allen 30 Punktspielen mitgewirkt hatte. Der Ex-Nationalspieler Zerbe musste allerdings für ein Spieljahr mit Lok in Hermsdorf, Meiningen oder Eisleben antreten. Auch zu einem Titelgewinn reichte es zu Zerbes Zeiten beim SC und beim 1. FC Lok nicht. Zwar standen die Leipziger 1964 und 1970 – als Zweitligist – im Endspiel um den DDR-Fußballpokal, unterlagen jedoch sowohl dem SC Aufbau Magdeburg (2:3) als auch dem FC Vorwärts Berlin (2:4). Beide Male war Zerbe als Rechtsaußenstürmer dabei, blieb jedoch in beiden Spielen ohne Torerfolg.
Als 30-Jähriger wollte Arno Zerbe am Ende der Saison 1970/71 den Hochleistungssport beenden und seine Karriere beim DDR-Ligisten BSG Chemie Böhlen ausklingen lassen. Da er jedoch keine Freigabe seiner Klubleitung erhielt, musste er eine dreimonatige Spielsperre hinnehmen und konnte erst im November 1971 für Böhlen antreten. Dort gelangen dem Ex-Nationalspieler in 103 Punktspielen noch einmal fast 30 Treffer. In seinem letzten aktiven Jahr verhalf Zerbe als Mannschaftskapitän den Böhlenern 1977 zum Aufstieg in die DDR-Oberliga.

### Auswahleinsätze
Im März 1960 debütierte der Leipziger in der Juniorenauswahl der DDR mit einem Tor gegen Österreich. Insgesamt absolvierte er für die ostdeutsche U-18 sechs Länderspiele. Beim UEFA-Juniorenturnier, der inoffiziellen Europameisterschaft dieser Altersklasse, schied die DDR-Elf um Zerbe 1960 in Österreich bereits nach der Vorrunde aus. Hinzu kommen zwei Einsätze in der Nachwuchsmannschaft des DFV gegen Polen in den Jahren 1961 und 1962.
Als Linksaußen wurde Zerbe in seinem einzigen A-Länderspiel am 10. Dezember 1961 in Casablanca beim Freundschaftsspiel gegen Marokko (2:0) eingesetzt. Gegen seine starken Konkurrenten auf den Außenpositionen Roland Ducke und Günther Wirth gab es für ihn langfristig aber keine Perspektive auf mehr Einsätze in der DDR-Nationalelf.

## Trainerlaufbahn
Im Jahr nach Beendigung seiner Spielerlaufbahn wirkte er in der Spielzeit 1977/78 neben dem verantwortlichen Trainer Wolfgang Müller als Coach der Böhlener Oberligaelf, die den 12. Platz belegte und damit den Klassenerhalte schaffte.

## Berufliche Laufbahn
Während seiner Laufbahn als Fußballspieler absolvierte Zerbe eine Ausbildung zum Ingenieur für Maschinentechnik. Nach 1990 verdiente er seinen Lebensunterhalt als Taxifahrer.